# محبوبنگار
محبوبنگار (به انگلیسی: Mahbubnagar) یک منطقهٔ مسکونی در هند است که در تلانگانا واقع شده‌است. محبوبنگار ۱۵۷٬۷۳۳ نفر جمعیت دارد و ۴۹۸ متر بالاتر از سطح دریا واقع شده‌است.